# Worcestershire sauce
Worcestershire sauce (dansk: Engelsk sauce) er et fermenteret flydende tilbehør, der blev opfundet i byen Worcester i Worcestershire, England, i løbet af den første halvdel af det 19. århundrede. Opfinderne var farmaceuterne John Wheeley Lea og William Henry Perrins, som senere grundlagde virksomheden Lea & Perrins. Worcestershire sauce har været anset som en generisk term siden 1876, da Landsretten for England og Wales afgjorde, at Lea & Perrins ikke ejede varemærket for navnet Worcestershire.
Worcestershire sauce, eller Engelsk sauce, er ofte brugt som smagsforstærker og en kilde til umami i fødevarer og drikke, herunder djævleæg, Cæsarsalat og Bloody Mary. Den bruges både som smagsforstærker, men også som direkte tilbehør på fx steaks eller i burgere.

## Historie
En fermenteret fiskesauce kaldet garum var en dagligvare i det græsk-romerske køkken og i middelhavsøkonomien i Romerriget, som Plinius den Ældre fra det 1. århundrede skriver i sin Naturalis Historia og som beskrevet i opskriftssamlingen Apicius' kogebog fra det 4. århundrede, der inkluderede garum blandt opskrifterne. Brugen af en fermenteret ansjossauce i Europa kan spores tilbage til det 17. århundrede.
Mærket Lea & Perrins kom på markedet i 1837, og det var den første sauce til at bruge navnet Worcestershire. Oprindelsen på Lea & Perrins' opskrift er uklar. Indpakningen beskrev oprindelig, at saucen kom "fra lokal adelmands opskrift". Virksomheden har også hævdet, at "Lord Marcus Sandys, ex-guvernør af Bengalen" var stødt på saucen i Indien med det britiske Ostindiske Kompagni i 1830'erne, og hyrede de lokale farmaceuter til at genskabe den (i samarbejde med John Wheeley Lea og William Perrins på 63 Broad Street, Worcester).
Ifølge virksomhedens fortælling skulle saucen have været så kraftig, da den først blev blandet, at resultatet blev erklæret uspiseligt, og en tønde blev efterladt i kælderen. Da man ville gøre mere plads til opbevaring i kælderen nogle år senere, opdagede farmaceuterne, at saucen, der havde fermenteret over lang tid, var blevet ikke bare spiselig, men velsmagende. I 1838 blev de første flasker af "Lea & Perrins Worcestershire sauce" solgt til offentligheden.
Den 16. oktober 1897 flyttede Lea & Perrins produktionen af saucen fra deres apotek på Broad Street i Worcester til Midland Road i samme by, hvor saucen stadig produceres. Fabrikken producerer færdiglavede flasker til brug i hjemmet såvel som koncentrat til aftapning i udlandet.
I 1930 blev Lea & Perrins opkøbt af HP Foods, som siden blev opkøbt af Imperial Tobacco Company i 1967. HP Foods blev solgt til Danone i 1988 og til Heinz i 2005 (der igen fusionerede med Kraft Foods i 2015).

## Ingredienser
De oprindelige ingredienser for en flaske Worcestershire sauce, eller Engelsk sauce, var:
- Eddike
- Melasse
- Sukker
- Salt
- Ansjoser
- Tamarindekstrakt
- Skalotteløg (senere udskiftet med løg)
- Hvidløg
- Krydderi
- Aroma

Siden mange Worcestershire saucer indeholder ansjoser, bliver de undgået af folk med fiskeallergi og andre som undgår fisk, såsom vegetarer og veganere. Codex Alimentarius, under FAO, anbefaler, at alle fødevarer, der indeholder Worcestershire sauce med ansjoser, bør inkludere en bemærkning på indpakningen for at advare om fiskeindholdet, omend dette i mange lande ikke er krævet. USA's fødevareministerium har beordret nogle produkter indeholdende udeklareret Worcestershire sauce tilbagekaldt. Flere mærker sælges som ansjosfrie Worcestershire saucer, som ofte bliver brandet som vegetariske eller veganske. Generelt afholder ortodokse jøder sig fra at spise fisk og kød i samme ret, så de bruger traditionelt ikke Worcestershire sauce til at tilsmage retter med kød. Nogle særlige mærker er certificeret til at indeholde mindre end 1/60 af fiskeproduktet og kan bruges med kød.

## Internationalt

### USA
Lea & Perrins Worcestershire Sauce er solgt i USA af Kraft Heinz, efter Kraft og Heinz' sammenlægning i 2015. Den amerikanske indpakning er forskellig fra den britiske, da den kommer i en mørk flaske indpakket i papir. Lea & Perrins USA påstår, at denne praksis stammer fra forsendelsen fra det 19. århundrede, hvor produktet blev importeret fra England, for at beskytte flaskerne over Atlanterhavet. Producenten hævder også, at virksomhedens Worcestershire sauce er det ældste kommercielt tappede tilbehør i USA.

### Brasilien, Mexico og Portugal
I Brasilien, Mexico og Portugal kendes saucen som molho inglês ('Engelsk sauce').

### Kina, Hong Kong og Taiwan
Worcestershire sauce er kendt på forskellig vis som "stærk soja sauce" (kinesisk: 辣酱油; pinyin: là jiàngyóu) omkring Shanghai, "Worcester sauce" (kinesisk: 伍斯特醬; pinyin: wŭsītè jiàng) i Taiwan, og "gip-sauce" (kinesisk: 喼汁; pinyin: jízhī; Jyutping: gip1zap1) i Hong Kong og nærliggende sydlige kinesiske områder. Saucen er brugt i kantonesisk dim sum og Shanghai-retter såsom kødboller, forårsruller og svinebryst.
Ingredienserne for Worcestershire sauce i denne region er også forskellig: udover den importerede Lea & Perrins sauce indeholder de fleste sydkinesiske "gip-saucer" sojasauce eller MSG for at give umami-smag med uden ansjoser. Den "stærke soja sauce" Fra Shanghai har ikke en signifikant umamismag og er lige så frugtig som den japanske udgave, som også indeholder fermenteret frugt og grøntsager.

### Costa Rica
I Costa Rica findes en lokal variant af saucen, Salsa Lizano, som blev lavet i 1920 og er en fast bestanddel i hjem og på restauranter.

### Danmark
I Danmark kendes Worcestershire sauce oftest som Engelsk Sauce. I Danmark sælges Engelsk sauce bl.a. af Orkla Foods Danmark A/S. Engelsk sauce kan også bruges til at afrunde bl.a. brun sovs og biksemad. Navnet Worcestershire volder flere besvær at udtale, men den korrekte udtale er "wust-ta-sheer".

### El Salvador
Worcestershire suace er kendt både som salsa inglesa ('Engelsk sauce') og salsa Perrins ('Perrins sauce') og er ekstremt populær i El Salvador, hvor mange restauranter har flasker på hvert bord. Over 71 gram pr. person indtages årligt, det højeste forbrug på verdensplan siden 1996.

### Japan
I Japan markedsføres Worcestershire sauce som "Worcester" og skrevet som Usutā sōsu (ウスターソース). Mange saucer er vegetariske udgaver, hvor basen er vand, sirup, eddike, æblepuré og tomatpuré, og smagen er mindre krydret og mere sødlig. Japanske fødevarerstandarder definerer typer af saucer ud fra viskositet, hvor Worcester sauce har en viskositet på mindre end 0,2 Poiseuille. Tykke saucer (større end 2 Poiseuille) er mere almindelige; de er produceret under navne som Otafuku og Bulldog, men disse er brown sauces mere lignende HP Sauce mere end Worcestershire sauce.
Tonkatsu sauce er en afledning af Worcestershire sauce og forbindes med retten Tonkatsu. Dette er en vegetarisk sauce lavet på grøntsager og frugter.

### Thailand
Gy-Nguang (thai: ไก่งวง) Worcestershire sauce har været produceret siden 1917. Den bruger soja sauce som kilde til umami-smagen i stedet for ansjoser. Virksomheden sælger to udgaver: Formula 1, Asian taste og Formula 2, International taste; de to udgaver er kun forskellige ved at Formula 2 indeholder lidt mindre sojasauce og lidt flere krydderier.

### Storbritannien, Austrialien og New Zealand
Holbrook's Worcestershire sauce blev produceret i Birmingham, England, fra 1875 men kun datterselskabet i Australien eksisterer i dag.

### Venezuela
Almindeligvis er saucen kendt som salsa inglesa ('Engelsk sauce') i Venezuela og er en del af mange traditionelle retter som Hallacas (den traditionelle juleret) and Asado Negro (i nogle af rettens udgaver).